# Rilettius patrius
Rilettius patrius är en skalbaggsart som beskrevs av Abdullah 1964. Rilettius patrius ingår i släktet Rilettius och familjen kvickbaggar. Inga underarter finns listade i Catalogue of Life.